# Bukovac (Doboj, BiH)
Bukovac je naseljeno mjesto u sastavu općine Doboj, Republika Srpska, BiH.

## Geografski položaj
Nalazi se sjeverno od Doboja, između Doboja i Dervente, na križanju puteva za Bosanski Brod i Modriču.
Tijekom rata cijelo selo je stradalo od srpskih snaga kada je, zajedno s mjestima Johovac, Kotorsko i Foča, potpuno porušeno. Početkom 2000. godine žitelji počinju posjećivati svoja žgarišta. Prva osoba koja je obnovila svoju kuću i vratila se u svoj Bukovac je Sofija Bošnjak. Koncem 2008. godine selo dobiva električnu energiju i obnavlja se kapela.

## Stanovništvo
| Bukovac            |              |              |              |
| godina popisa      | 1991.        | 1981.        | 1971.        |
| Hrvati             | 607 (91,41%) | 698 (92,08%) | 797 (95,90%) |
| Srbi               | 31 (4,66%)   | 23 (3,03%)   | 25 (3,00%)   |
| Muslimani          | 0            | 0            | 0            |
| Jugoslaveni        | 0            | 22 (2,90%)   | 0            |
| ostali i nepoznato | 26 (3,91%)   | 15 (1,97%)   | 9 (1,08%)    |
| ukupno             | 664          | 758          | 831          |